# Síran sodný
Síran sodný (Na2SO4) je sodná sůl kyseliny sírové. Bezvodý síran sodný je bílá krystalická látka známá jako minerál thenardit. Dekahydrát je známý od 17. století jako Glauberova sůl nebo mirabilit (historicky sal mirabilis). Síran sodný se vyskytuje také jako heptahydrát, který se při ochlazování mění na dekahydrát. Roční výroba síranu sodného je 6 milionů tun, jde o jednu z hlavních světových chemikálií a jednu z nejškodlivějších solí z hlediska ochrany staveb; pokud krystaly rostou v pórech kamenů, může tlak dosáhnout vysokých hodnot a kameny pak praskají.
Síran sodný se používá hlavně při výrobě čisticích prostředků a v sulfátovém procesu rozvlákňování papíru. Okolo dvou třetin světové produkce pochází z přírodního minerálu mirabilitu, zbytek z vedlejších produktů chemických procesů, například z výroby kyseliny chlorovodíkové nebo úpravy uranové rudy.
Dekahydrát síranu sodného je vhodné teploakumulační médium, teplem tání lze do 1 m3 akumulovat 358 MJ (99,4 kWh).

## Výroba
Síran sodný se laboratorně připravuje neutralizací hydroxidu sodného kyselinou sírovou:
2 NaOH + H2SO4 → Na2SO4 + 2 H2O

## Bezpečnost
Přestože je síran sodný obecně považován za netoxický, je potřeba s ním zacházet opatrně. Jeho prach může způsobit dočasné astma nebo podráždění očí; tomu lze zamezit použitím respirátoru a ochrany očí. Přeprava síranu sodného není omezena a neexistují pro něj žádné R-věty ani S-věty.
Síran sodný se používá jako přídatná látka (spolu s hydrogensíranem sodným pod označením E 514).